# Le Géant de Métropolis
Pour plus de détails, voir Fiche technique et Distribution.
Le Géant de Métropolis (Il gigante di Metropolis) est un péplum italien d'Umberto Scarpelli sorti en 1961.

## Synopsis
Plusieurs milliers d'années avant J.C., le roi Yotar règne par la force sur la ville de Métropolis. Un groupe d'hommes conduit par Obro décide de mettre fin aux actions de celui-ci et de détruire la ville. Obro est fait prisonnier et Yotar décide de se servir de lui comme cobaye pour ses expériences…

## Fiche technique
- Titre français : Le Géant de Métropolis
- Réalisation : Umberto Scarpelli
- sujet : Gino Stafford
- Scénario : Sabatino Ciuffini, Oreste Palella, Ambrogio Molteni, Gino Stafford , Umberto Scarpelli, Emimmo Salvi
- Version française[1] : Léon et Max Kikoine
- Adaptation : Louis Sauvat
- Directeur artistique : Daniel Gilbert
- Ingénieur du son : Jacques Bonpunt
- Assistant réalisateur :Mario Tota
- Décors : Giorgio Giovannini
- Costumes : Giovanni Natali
- Images : Oberdan Troiani, Panoramix, Eastmancolor
- Maitre d’armes : Bruno Ukmar
- Montage : Franco Fraticelli
- Musique et direction d’orchestre : Armando Trovaioli
- Producteur : Emimmo Salvi
- Société de production : Centro Produzione Rome
- Distribution en France : Le Comptoir Français du Film
- Pays d'origine :  Italie
- Genre : Péplum
- Durée : 84 minutes
- Dates de sortie :  Italie : 25 octobre 1961 ;  France : 20 novembre 1963

## Distribution
- Gordon Mitchell (VF : Jacques Berthier) : Obro
- Bella Cortez  (VF : Jany Clair) : Mécedée
- Roldano Lupi  (VF : Jean-Claude Michel) : Le roi Yotar
- Liana Orfei  (VF : Lily Baron) : La reine Texen
- Furio Meniconi (VF : Michel Gudin) : Egon
- Omero Gargano  (VF : Michel Gatineau) : Le premier ministre
- Marietto (VF : Pierre Guillermo) : Elmos; fils de Yotar
- Ugo Sasso  (VF : Georges Atlas) : Le capitaine des gardes noirs
- Mario Meniconi (VF : Raymond Rognoni) : Le père d'Obro
- Carlo Enrici : L'assistant du scientifique
- Renato Terra Caizzi : Le jeune scientifique
- Leo Coleman : Le danseur
- Luigi Moneta (VF : Paul Ville) : Le vieux sage
- Carlo Tamberlani (VF : Lucien Bryonne) : Le père de Yotar
- Aldo Pedinotti : Kronos, le géant